# Oberlengsfeld
Oberlengsfeld ist ein Ortsteil der Gemeinde Schenklengsfeld im osthessischen Landkreis Hersfeld-Rotenburg. Der Ort liegt östlich des Hauptortes Schenklengsfeld und schließt direkt an ihn an.

## Geschichte

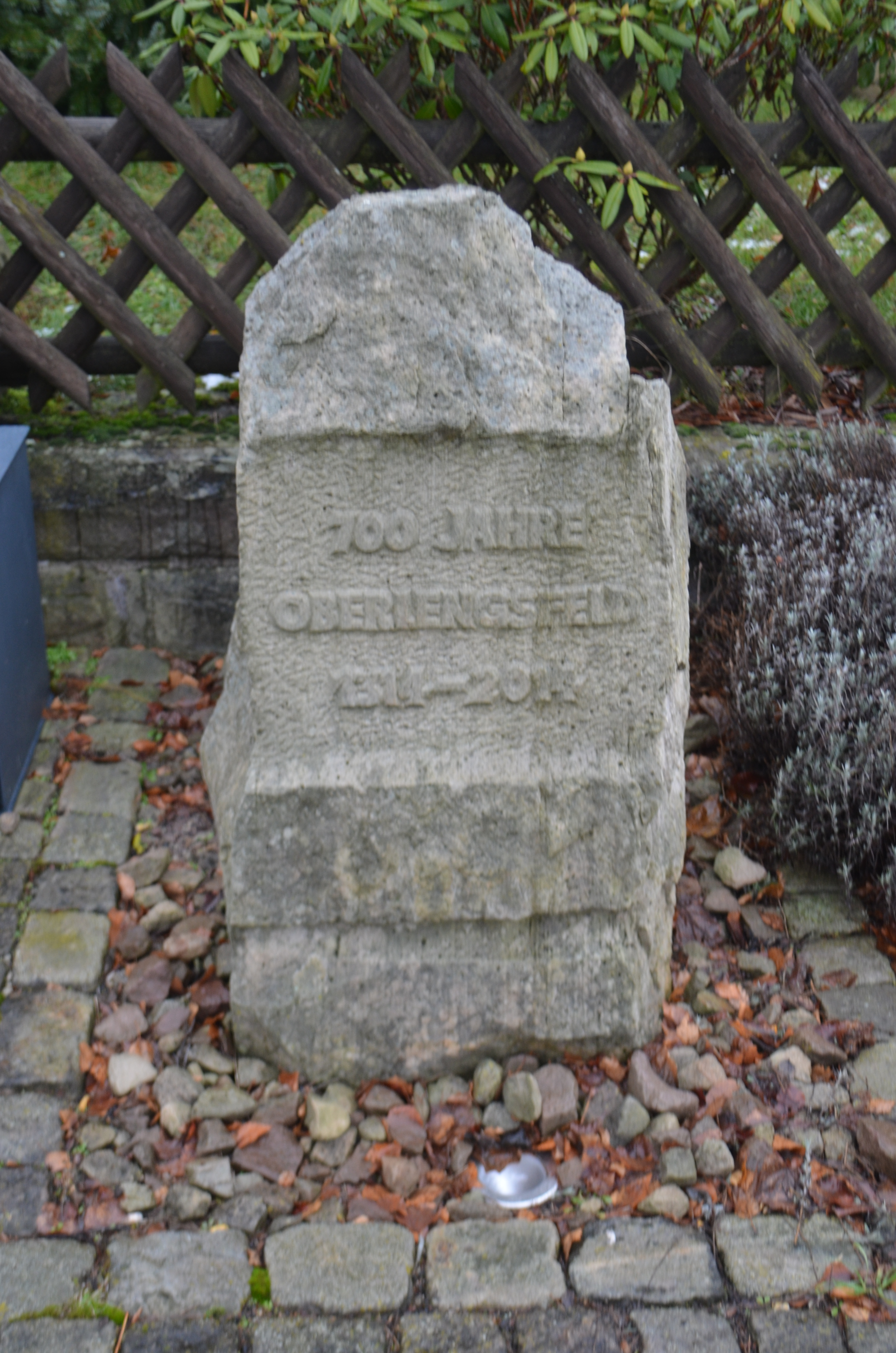
Gedenkstein 700 Jahre Oberlengsfeld

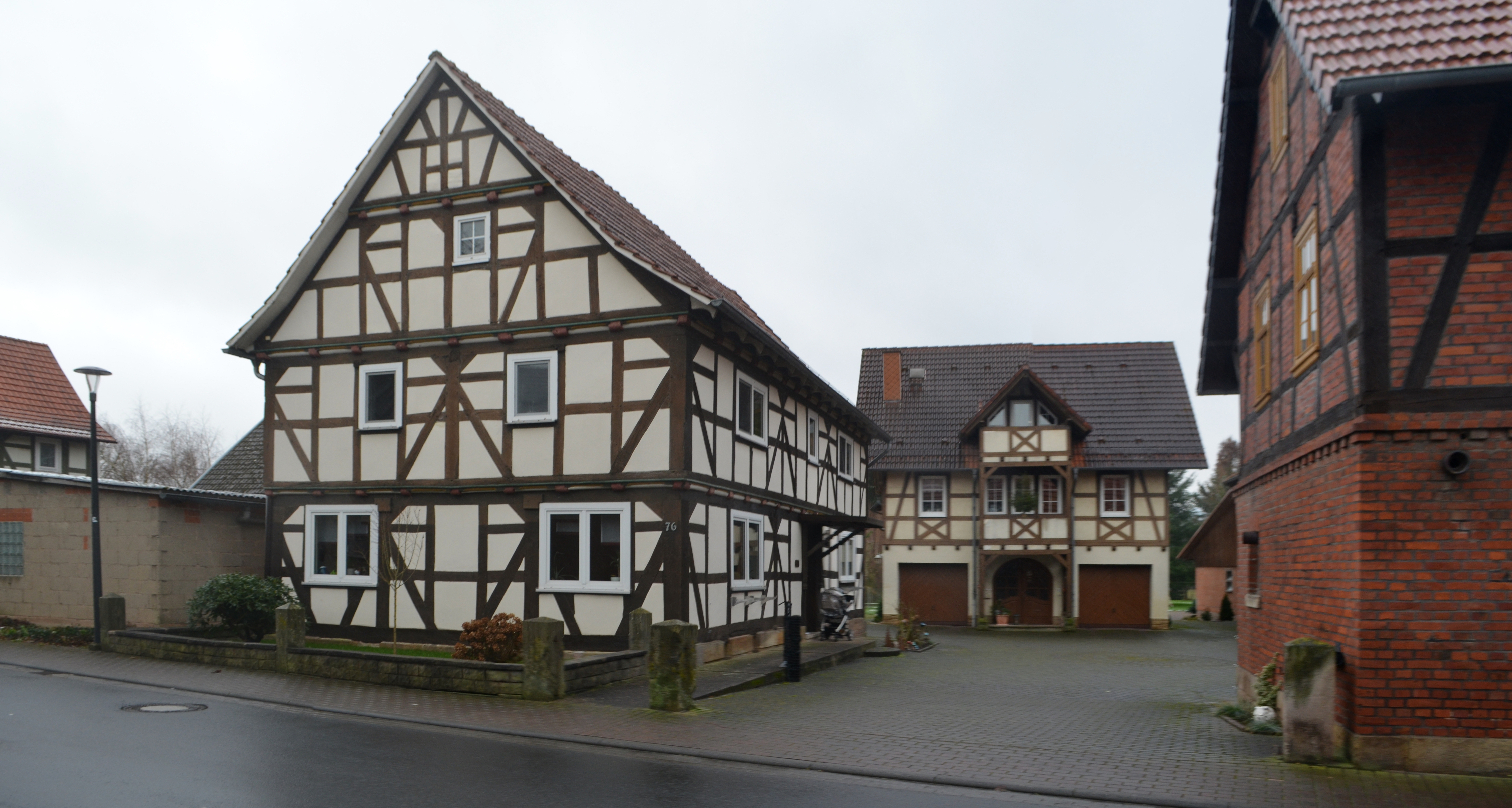
Fachwerkhäuser an der Landecker Straße

### Ortsgeschichte
Die älteste bekannte schriftliche Erwähnung von Oberlengsfeld erfolgte im Jahre 1314 mit dem Ortsnamen Superior Lengisfeld. Später nannte man das Dorf Lengisfeld unter Landecke. Um 1639, also während des Dreißigjährigen Krieges wurde der Ort, wie viele andere auch zur Wüstung. In der Mitte des 18. Jahrhunderts wohnten aber schon wieder über 20 Familien in Oberlengsfeld.
Zum 1. Februar 1971 wurde die bis dahin selbständige Gemeinde Oberlengsfeld im Zuge der Gebietsreform in Hessen auf freiwilliger Basis in die Gemeinde Schenklengsfeld eingemeindet. Für Oberlengsfeld wurde, wie für alle bei der Gebietsreform eingegliederten Gemeinden sowie für die Kerngemeinde mit Lampertsfeld, ein Ortsbezirk mit Ortsbeirat und Ortsvorsteher nach der Hessischen Gemeindeordnung gebildet.

### Verwaltungsgeschichte im Überblick
Die folgende Liste zeigt die Staaten und Verwaltungseinheiten, denen Oberlengsfeld angehört(e):
- vor 1648: Heiliges Römisches Reich, Fürstentum Hersfeld, Amt Landeck
- 1648–1806: Heiliges Römisches Reich, Landgrafschaft Hessen-Kassel, Fürstentum Hersfeld, Amt Landeck
- 1807–1813: Königreich Westphalen, Departement der Werra, Distrikt Hersfeld, Kanton Landeck
- ab 1815: Kurfürstentum Hessen, Fürstentum Hersfeld, Amt Landeck[8]
- ab 1821/22: Kurfürstentum Hessen, Provinz Fulda, Kreis Hersfeld[9][Anm. 2]
- ab 1848: Kurfürstentum Hessen, Bezirk Hersfeld
- ab 1851: Kurfürstentum Hessen, Provinz Fulda, Kreis Hersfeld
- ab 1867: Königreich Preußen, Provinz Hessen-Nassau, Regierungsbezirk Kassel, Kreis Hersfeld
- ab 1871: Deutsches Reich, Königreich Preußen, Provinz Hessen-Nassau, Regierungsbezirk Kassel, Kreis Hersfeld
- ab 1918: Deutsches Reich, Freistaat Preußen, Provinz Hessen-Nassau, Regierungsbezirk Kassel, Kreis Hersfeld
- ab 1944: Deutsches Reich, Freistaat Preußen, Provinz Kurhessen, Landkreis Hersfeld
- ab 1945: Amerikanische Besatzungszone, Groß-Hessen, Regierungsbezirk Kassel, Landkreis Hersfeld
- ab 1946: Amerikanische Besatzungszone, Hessen, Regierungsbezirk Kassel, Landkreis Hersfeld
- ab 1949: Bundesrepublik Deutschland, Hessen, Regierungsbezirk Kassel, Landkreis Hersfeld
- ab 1971: Bundesrepublik Deutschland, Hessen, Regierungsbezirk Kassel, Landkreis Hersfeld, Gemeinde Schenklengsfeld[Anm. 3]
- ab 1972: Bundesrepublik Deutschland, Hessen, Regierungsbezirk Kassel, Landkreis Hersfeld-Rotenburg, Gemeinde Schenklengsfeld

## Bevölkerung

### Einwohnerstruktur 2011
Nach den Erhebungen des Zensus 2011 lebten am Stichtag, dem 9. Mai 2011, in Oberlengsfeld 507 Einwohner. Darunter waren 6 (1,2 %) Ausländer.
Nach dem Lebensalter waren 96 Einwohner unter 18 Jahren, 225 zwischen 18 und 49, 84 zwischen 50 und 64 und 102 Einwohner waren älter. Die Einwohner lebten in 204 Haushalten. Davon waren 42 Singlehaushalte, 48 Paare ohne Kinder und 96 Paare mit Kindern, sowie 18 Alleinerziehende und keine Wohngemeinschaften. In 42 Haushalten lebten ausschließlich Senioren und in 132 Haushaltungen lebten keine Senioren.

### Einwohnerentwicklung
| Oberlengsfeld: Einwohnerzahlen von 1834 bis 2019 | Oberlengsfeld: Einwohnerzahlen von 1834 bis 2019 | Oberlengsfeld: Einwohnerzahlen von 1834 bis 2019 | Oberlengsfeld: Einwohnerzahlen von 1834 bis 2019 | Oberlengsfeld: Einwohnerzahlen von 1834 bis 2019 |
| --- | ------------------------------------------------ | ------------------------------------------------ | ------------------------------------------------ | ------------------------------------------------ |
| Jahr |                                                  |                                                  |                                                  | Einwohner                                        |
| 1834 | 1834                                             |                                                  | 230                                              | 230                                              |
| 1840 | 1840                                             |                                                  | 229                                              | 229                                              |
| 1846 | 1846                                             |                                                  | 249                                              | 249                                              |
| 1852 | 1852                                             |                                                  | 263                                              | 263                                              |
| 1858 | 1858                                             |                                                  | 258                                              | 258                                              |
| 1864 | 1864                                             |                                                  | 263                                              | 263                                              |
| 1871 | 1871                                             |                                                  | 273                                              | 273                                              |
| 1875 | 1875                                             |                                                  | 242                                              | 242                                              |
| 1885 | 1885                                             |                                                  | 253                                              | 253                                              |
| 1895 | 1895                                             |                                                  | 229                                              | 229                                              |
| 1905 | 1905                                             |                                                  | 200                                              | 200                                              |
| 1910 | 1910                                             |                                                  | 209                                              | 209                                              |
| 1925 | 1925                                             |                                                  | 279                                              | 279                                              |
| 1939 | 1939                                             |                                                  | 322                                              | 322                                              |
| 1946 | 1946                                             |                                                  | 488                                              | 488                                              |
| 1950 | 1950                                             |                                                  | 537                                              | 537                                              |
| 1956 | 1956                                             |                                                  | 467                                              | 467                                              |
| 1961 | 1961                                             |                                                  | 419                                              | 419                                              |
| 1967 | 1967                                             |                                                  | 472                                              | 472                                              |
| 1970 | 1970                                             |                                                  | 485                                              | 485                                              |
| 1980 | 1980                                             |                                                  | ?                                                | ?                                                |
| 1990 | 1990                                             |                                                  | ?                                                | ?                                                |
| 2000 | 2000                                             |                                                  | ?                                                | ?                                                |
| 2011 | 2011                                             |                                                  | 507                                              | 507                                              |
| 2019 | 2019                                             |                                                  | 501                                              | 501                                              |
| Datenquelle: Historisches Gemeindeverzeichnis für Hessen: Die Bevölkerung der Gemeinden 1834 bis 1967. Wiesbaden: Hessisches Statistisches Landesamt, 1968. Weitere Quellen: LAGIS; Gemeinde Schenklengsfeld; Zensus 2011 |                                                  |                                                  |                                                  |                                                  |

### Historische Religionszugehörigkeit
| • 1885: | 251 evangelische (= 99,21 %), zwei katholische (= 0,79 %) Einwohner |
| • 1961: | 380 evangelische (= 90,69 %), 38 katholische (= 9,07 %) Einwohner   |

## Politik
Für den Ortsteil Oberlengsfeld besteht ein Ortsbezirk (Gebiete der ehemaligen Gemeinde Oberlengsfeld) mit Ortsbeirat und Ortsvorsteher nach der Hessischen Gemeindeordnung. Der Ortsbeirat besteht aus sieben Mitgliedern. Bei Kommunalwahlen in Hessen 2021 lag die Wahlbeteiligung zum Ortsbeirat bei 68,80 %. Alle Kandidaten gehören der „Gemeinschaftsliste“ an. Der Ortsbeirat wählte Thorsten Licht zum Ortsvorsteher.

## Infrastruktur
- Für die unter Denkmalschutz stehenden Kulturdenkmale des Ortes siehe die Liste der Kulturdenkmäler in Oberlengsfeld.
- Im Ort gibt es ein Dorfheim.
- Durch das Dorf verläuft die Landesstraße 3172. Der öffentliche Personennahverkehr erfolgt durch die ÜWAG Bus GmbH mit der Linie 340.